# Raymund Brachmann
Raymund Brachmann (* 7. Juni 1872 in Leipzig; † 6. März 1953 in Waldsteinberg) war ein deutscher Architekt, der zwischen 1900 und dem Ersten Weltkrieg in Leipzig einige viel beachtete Bauten des Jugendstils und der Reformarchitektur schuf.

## Leben
Raymund Brachmann war der Sohn eines Amtsgerichtsrates in Leipzig. Nach dem frühen Tod des Vaters studierte er Architektur an der Technischen Hochschule Dresden.
Seinen ersten großen Auftrag, ein Landhaus in Waldsteinberg, bekam Brachmann von einer jungen Offizierswitwe, die er später heiratete.
Der Kaufmann Max Haunstein, ein Verwandter von Brachmanns Ehefrau, beauftragte ihn mit dem Entwurf einer Villa als Hochzeitsgeschenk für seine Frau. Das Haus in der Leipziger Liviastraße 8, dessen Raumkonzept sich an der Stellung der Sonne im Tagesablauf orientiert, wurde von Paul Horst-Schulze ausgestaltet. Es verfügte über einen Trinkbrunnen im Salon, einen Speiseaufzug und ein luxuriöses Bad. Vom Ergebnis begeistert stellte Haunstein im Anschluss Brachmann das Geld für mehrere Wohnhäuser in der Leibnizstraße zur Verfügung.
Als Brachmanns Hauptwerk gilt das 1906/1907 in wertvollen Materialien ausgeführte, sehr kostspielige so genannte „Märchenhaus“ mit von Johannes Hartmann entworfenen Porträts Leipziger Persönlichkeiten am Platz am Künstlerhaus (seit 1922 Nikischplatz). Am 4. Dezember 1943 wurde dieses bedeutende Beispiel der Leipziger Jugendstilarchitektur zerstört.
Brachmann arbeitete auch mit den renommierten Münchner Vereinigten Werkstätten für Kunst im Handwerk zusammen. Er war Mitglied im Bund Deutscher Architekten und im Leipziger Künstlerbund. Zusammen mit Paul Horst-Schulze beteiligte er sich im Namen des Leipziger Künstlerbundes an der 3. Deutschen Kunstgewerbe-Ausstellung 1906 in Dresden. Bereits 1907 wurde Brachmann Mitglied des erst im gleichen Jahr gegründeten Deutschen Werkbunds.

## Bauten

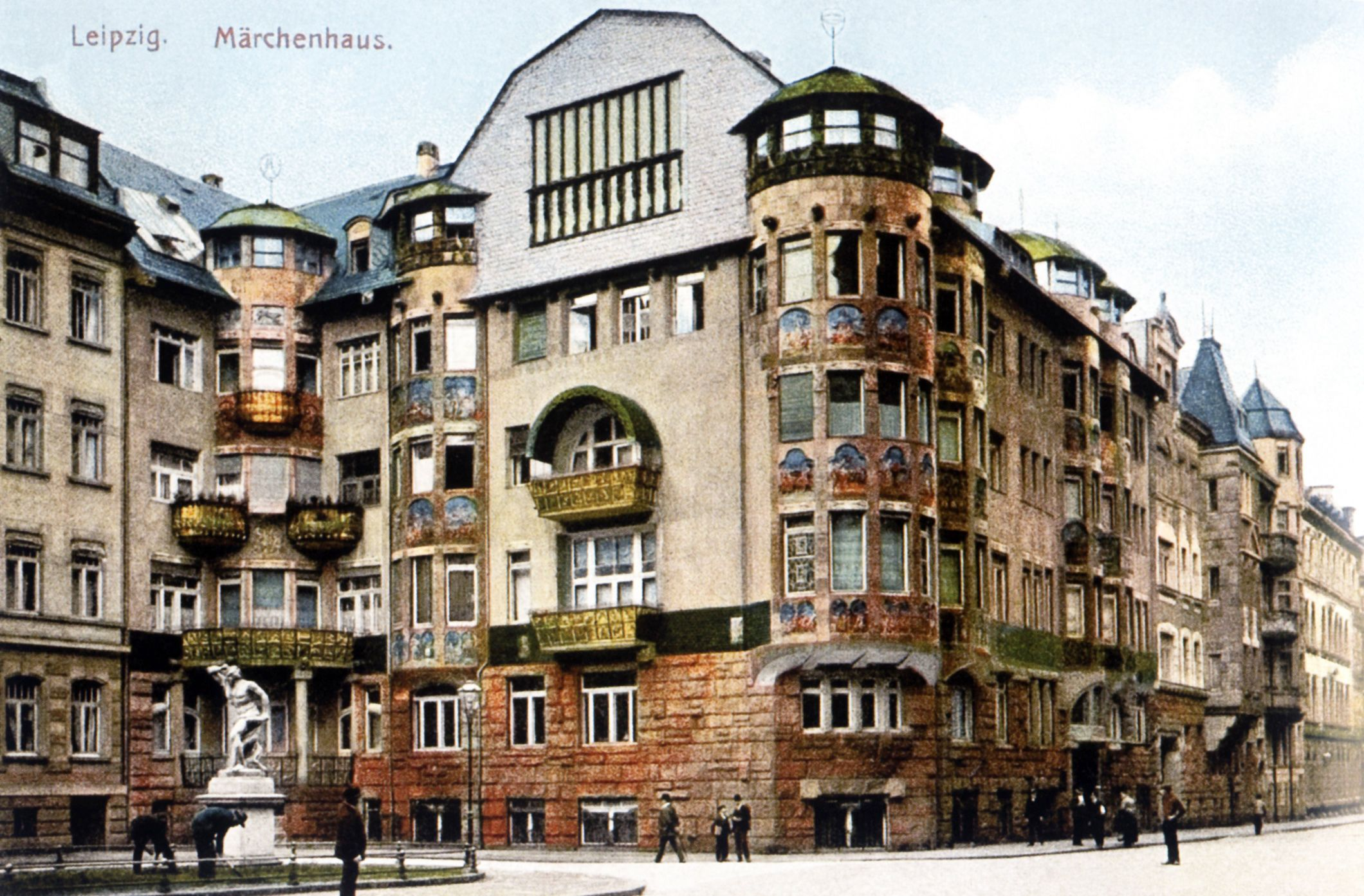
Märchenhaus am Nikischplatz

### In Leipzig
- 1901–1904: Villa für den Kaufmann Max Haunstein, Liviastraße 8[2]
- 1905: Wohnhaus Leibnizstraße 23 (kriegszerstört)
- 1905: Wohnhaus Leibnizstraße 25[3]
- 1905: Wohnhaus Leibnizstraße 27 (zu DDR-Zeiten Sitz des Kreisjugendarztes)[4]
- 1906/1907: Märchenhaus, Platz am Künstlerhaus (seit 1922 Nikischplatz; kriegszerstört)
- 1907–1909: Umbau des Stadtpalais des Pelzhändlers Friedrich Wilhelm Dodel, Leibnizstraße 26/28 (erbaut 1862 von Otto Klemm, erweitert von Heinrich Purfürst; zu DDR-Zeiten Haus der Jungen Pioniere „Georg Schwarz“)[5]
- 1909–1915: Geschlossene Reihe von Einfamilienhäusern, Windscheidstraße 28, 30, 32, 34 (durch spätere Veränderungen und Teilabriss der Kopfbauten stark beeinträchtigt)[6]
- 1911: Villa für den Kaufmann Theodor Hartmann, Windscheidstraße 22[6]

### In anderen Orten
- 1902: eigenes Sommerhaus in Kleinsteinberg[7]
- 1904: Gärtnerhaus mit Turm und Blendfachwerk zur von Gustav Steinert erbauten Villa des Kaufmanns Walter Polich in Gautzsch, Mehringstraße 16
- 1906: Landhaus Max Enders, Probstdeuben[8]
- 1918: Ehrenhain für die im Ersten Weltkrieg gefallenen Soldaten auf dem Friedhof Püchau

## Schriften
- Das ländliche Arbeiterwohnhaus. Baureife Entwürfe für Landarbeiterwohnhäuser mit Stall im Preise von 3500–5000 Mark. (Hervorgegangen aus dem Wettbewerbe der Landwirtschaftlichen Sonder-Ausstellung der Internationalen Baufachausstellung Leipzig 1913). Verlag der Gesellschaft für Heimkultur, Wiesbaden 1913.